# كريستيان شرايبر (عالم عقيدة)
كريستيان شرايبر (بالألمانية: Christian Schreiber)‏ (و. 1872 – 1933 م) هو عالم عقيدة، وأستاذ جامعي، وكاهن كاثوليكي، وكاتب ألماني، توفي في برلين، عن عمر يناهز 61 عاماً.

## مناصب
تولى منصب أسقف كاثوليكي (منذ 14 سبتمبر 1921)
- مطران  [لغات أخرى]‏
- مطران  [لغات أخرى]‏

.